# Real costaricano
Il real è stata la valuta della Costa Rica fino al 1850 e continuò a circolare fino al 1864. Non era suddiviso in frazioni. 16 reales d'argento avevano valore pari a 1 escudo d'oro. Il real è stato sostituito dal peso al cambio di 1 peso = 8 reales.
Inizialmente in Costa Rica circolarono il real spagnolo e quello delle colonie spagnole, seguiti nel 1824 dal real della Repubblica Federale del Centroamerica. Nel 1842 la Costa Rica emise le sue prime monete, in tagli da ½ real e 1 escudo. A queste seguirono nel 1847 le monete da 1 real. Nel 1850, quando vennero emesse le prime monete in pesos, furono coniate monete d'oro in tagli da ½, 1 e 2 escudos. Le ultime monete denominate in reales vennero emesse nel 1850, mentre quelle denominate in escudos nel 1864.